# کوزگچه (آماسیه)
کوزگچه (به ترکی استانبولی: Kuzgeçe) یک منطقهٔ مسکونی در ترکیه است که در آماسیه واقع شده‌است.